# Bulevar Cara Lazara (Novi Sad)
Bulevar Cara Lazara (srbsky Булевар Цара Лазара) je ulice v hlavním městě srbské autonomní oblasti Vojvodina, Novi Sad. Nachází se v jižní části města, spojuje Liman se středem města. Je dlouhá cca 2,8 km.

## Název
Ulice je pojmenována podle panovníka Lazara Hrebeljanoviće, který padl v Bitvě na Kosově poli v roce 1389.

## Historie
Územní plán města Novi Sad, který byl přijat v 50. letech 20. století předpokládal rozvoj celé lokality a vznik současné ulice.
Ulice vznikla v 70. letech 20. století v souvislosti s přestavbou novosadského železničního uzlu. V jejím prostoru se původně nacházela železniční trať a staré železniční nádraží. Původní název byl Bulevar AVNOJ-a podle Zasedání antifašistické rady lidového osvobození Jugoslávie ve městě Jajce v roce 1943. Název byl změněn v 90. letech 20. století na současný.

## Doprava
Jedná se o velmi rušnou třídu vedenou v západo-východním směru. Má úrovňová křížení s dalšími významnýi ulicemi (např. Bulevar oslobođenja). Tvoří ji tři jízdní pruhy v každém směru, odděleny jsou středovým zeleným pásem. K ulici také přiléhají z obou stran cyklostezky a široké chodníky.

## Významné objekty
- Poliklinika Novi Sad (srbsky Dom zdravlja Novi Sad)
- Hudební a baletní škola Isidory Bajić
- Limanská tržnice
- Obchodní dům Mercator
- Obchodní centrum SPENS
- Fakulta sportu a vzdělávání ve fyzické kultuře Univerzity v Novém Sadu
- Technologická fakulta UNS
- Veterinární klinika